# Frattamaggiore
Frattamaggiore est une ville italienne d'environ 29 700 habitants, située dans la ville métropolitaine de Naples, en Campanie, en Italie méridionale.

## Géographie
Le centre de Frattamaggiore  se trouve à environ 10 km au nord de celui de Naples.
La municipalité est limitrophe de Cardito ; Crispano ; Frattaminore ; Grumo Nevano ; Sant'Arpino ; Arzano.

## Histoire
La région fut nommée par les Romains Campanie Felix, la plus fertile de l'Italie à cette époque.
Le territoire de la municipalité est certainement occupé depuis les âges les plus reculés, sous forme de petits établissements humains tributaires d'Atella (città antica) (it).
Après les dévastations Vandales de 455, qui affectèrent toute la région, les atellans bâtirent un château-fort au cœur de ce qui est aujourd'hui Frattamaggiore, en un lieu appelé Fratta.
Autour de ce château s'installa progressivement une petite population, surtout composée de bûcherons, rejoints en 850 par une colonie de misèniens fuyant les incursions des pirates musulmans. De la graine plantée par un peuple dispersé naît une ville nouvelle, et débute au Xe siècle la construction de la Basilica di San Sossio (it). Négligé depuis plusieurs siècles, le territoire redevient prospère, comme l'attestent des documents des XIIe et XIVe siècles. Lors de la domination normande la localité fut nommée Fracta Major, pour la différencier du lieu d'habitation de l'antique Atella, renommé Fractapicula, depuis 1890 Frattaminore.
À l'époque du royaume de Naples la ville se pare de belles demeures et petits palais. Au XVe siècle elle produit des cordages exportés jusqu'en Espagne, ce qui laisse penser que les navires de Christophe Colomb en furent équipés.
À l'époque où règne la maison de Bourbon-Siciles, l'industrie textile y était florissante, et à la fin du XIXe siècle elle s'élevait au plus haut niveau européen.
En 1901 sont inaugurés l'éclairage électrique public, et un réseau de tramways. En 1902 Frattamaggiore devient officiellement une ville.
En 2008 elle reçut la reconnaissance officielle de Cité d'art.

## Culture
- La Basilique San Sossio Levita e Martire possède les reliques de Saint Sosie, martyr avec Saint Janvier à Pouzzoles (305), et de Saint Séverin, qui évangélisa l'Autriche entre 470 et 482.

## Administration

### Communes limitrophes
Arzano, Cardito, Casoria, Crispano, Frattaminore, Grumo Nevano, Sant'Arpino

### Évolution démographique
Habitants recensés

## Personnalités
- Francesco Durante (1684-1755), compositeur, né à Frattamaggiore ;
- Modestin de Jésus et Marie (1802-1854) bienheureux franciscain déchaussé, né à Frattamaggiore ;
- Mario Vergara (1910-1950) bienheureux missionnaire martyr en Birmanie, né à Frattamaggiore ;
- Lorenzo Insigne (1991-), footballeur né à Frattamaggiore.

## Sport
Le club de la ville depuis 2011 qui évolue en Ligue Pro Deuxième Division est le Neapolis Frattese.